# Tranvia de Mendoza
O Metrotranvía de Mendoza é um sistema de elétrico que opera em 4 distritos da Grande Mendoza, na Argentina. É operado pela Empresa Provincial de Transporte de Mendoza (EPTM).
É composto atualmente por uma única linha em operação, a Linha Verde, que possui 15 paradas (4 estações e 11 paradores) e 12,5 km de extensão. O sistema entrou em operação no dia 28 de fevereiro de 2012.
Atualmente, atende os seguintes distritos: General Gutiérrez, Godoy Cruz, Luzuriaga e Mendoza. O sistema transporta uma média de 13 milhões de passageiros por ano.

## Linhas
O sistema é composto por uma única linha em operação, a Linha Verde. A linha é identificada pela cor verde. Foi inaugurada em 2012, possuindo hoje 15 paradas e 12,5 km de extensão.
A tabela abaixo lista o nome, a cor distintiva, as estações terminais, o ano de inauguração, a extensão e o número de paradas da linha em operação:
| Linha | Cor   | Terminais           | Ano de inauguração | Extensão | N.º de paradas |
| ----- | ----- | ------------------- | ------------------ | -------- | -------------- |
|       | Verde | Mendoza ↔ Gutiérrez | 2012               | 12,5 km  | 15             |

## Paradas
O sistema é composto por 15 paradas em operação, sendo 4 estações e 11 paradores, das quais todas são superficiais. As paradas que estão em operação são listadas a seguir:
| · Linha Verde | - Mendoza - Belgrano - Pedro Molina - 25 de Mayo - Pellegrini - San Martín - Godoy Cruz - Progreso - Independencia - 9 de Julio - Luzuriaga - Piedrabuena - Alta Italia - Maza - Gutiérrez |